# رود ووهاندو
رود ووهاندو (استونیایی: Võhandu jõgi) رودی در کشور استونی می باشد.
طول این رود ۱۶۲ کیلومتر است و در شهرستان‌های وورو و پولوا جریان دارد.

## نگارخانه

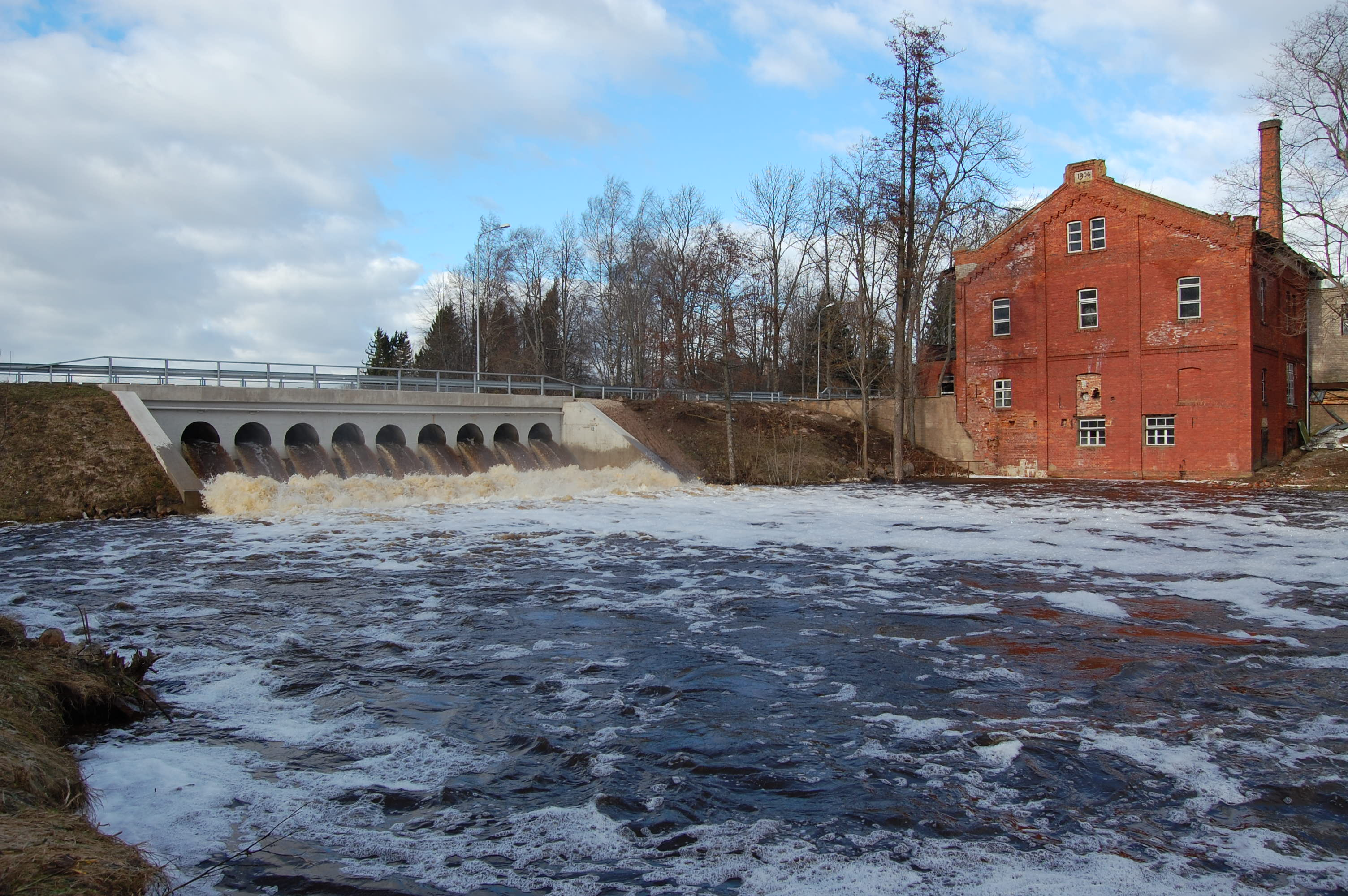
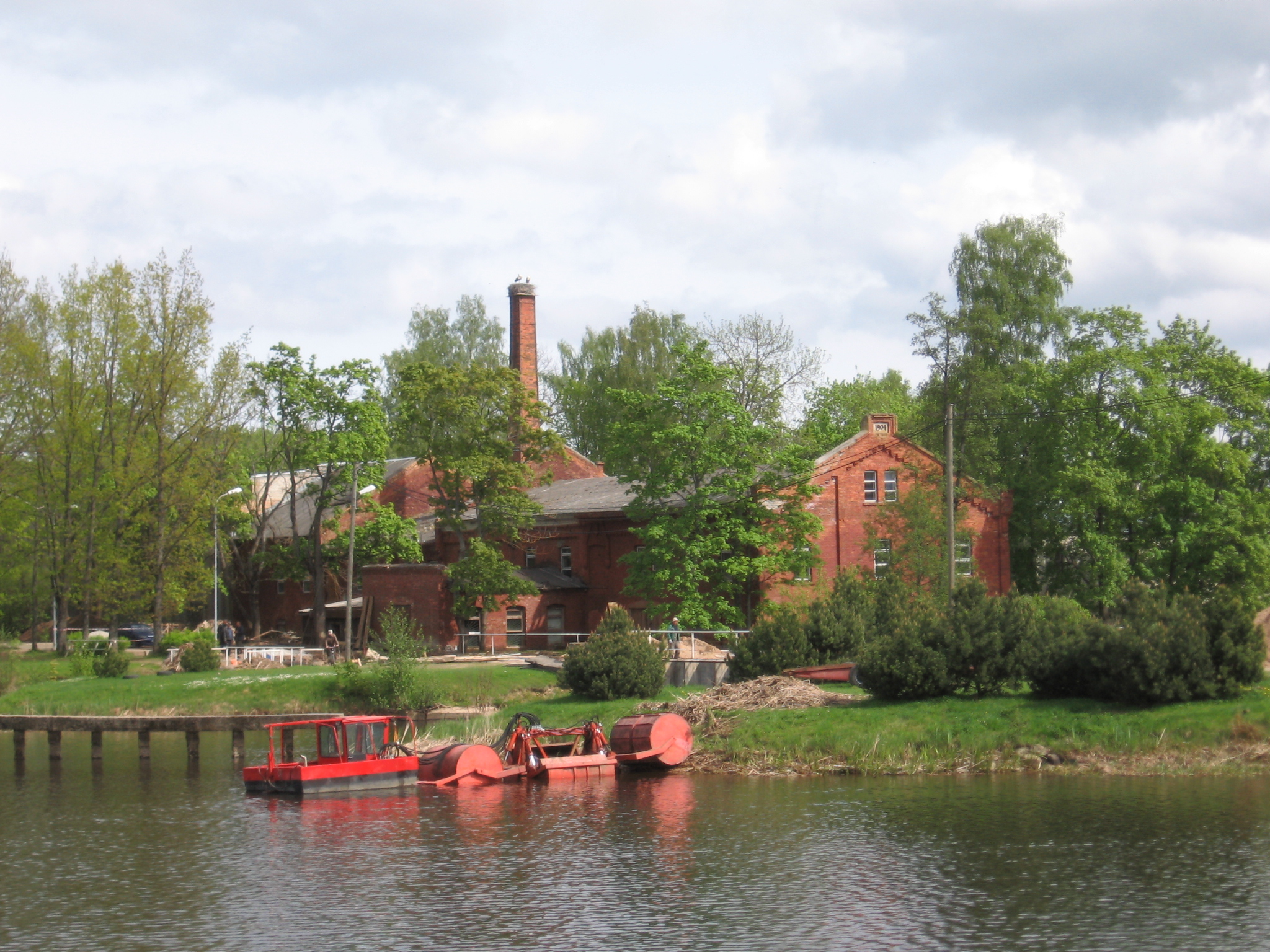
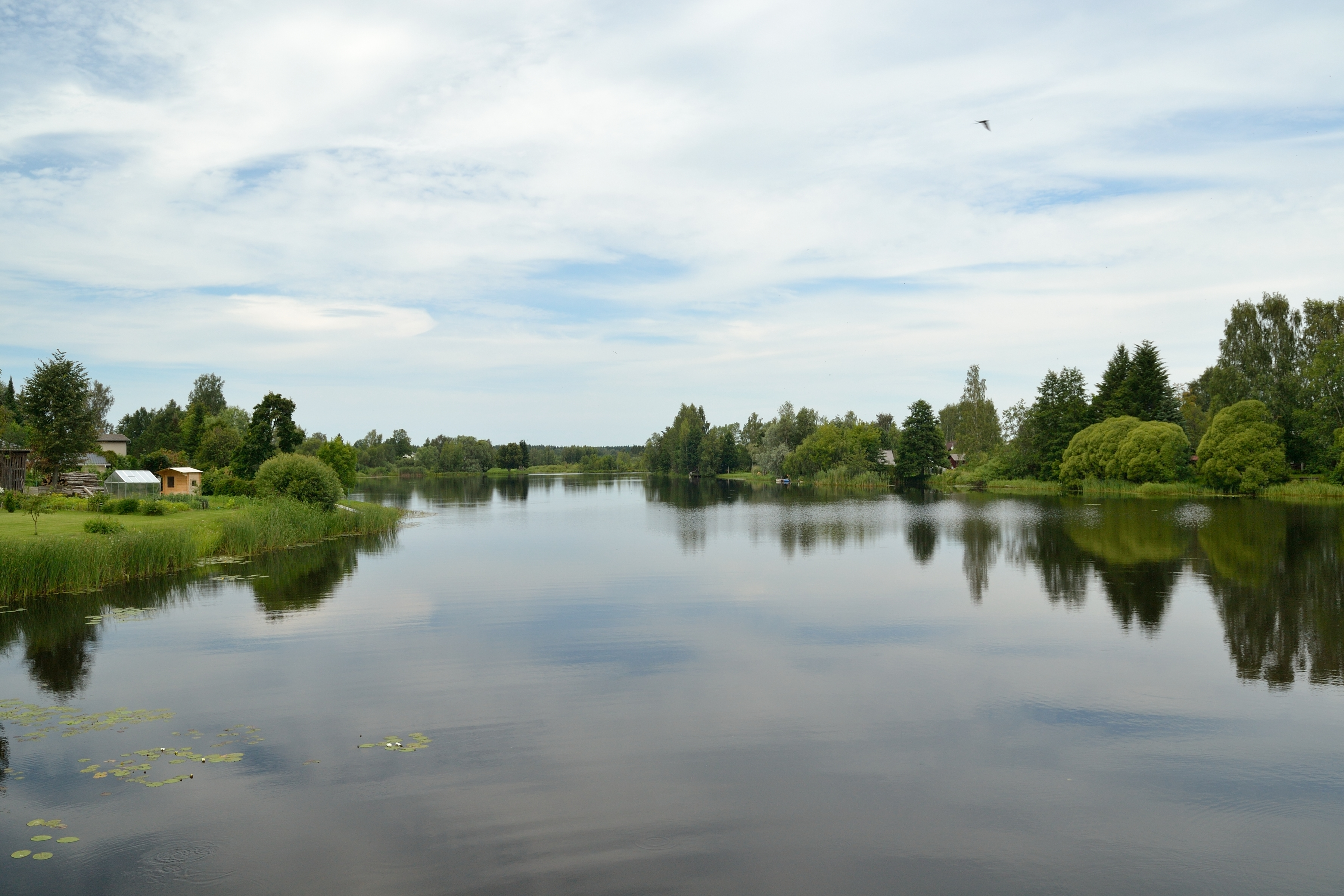
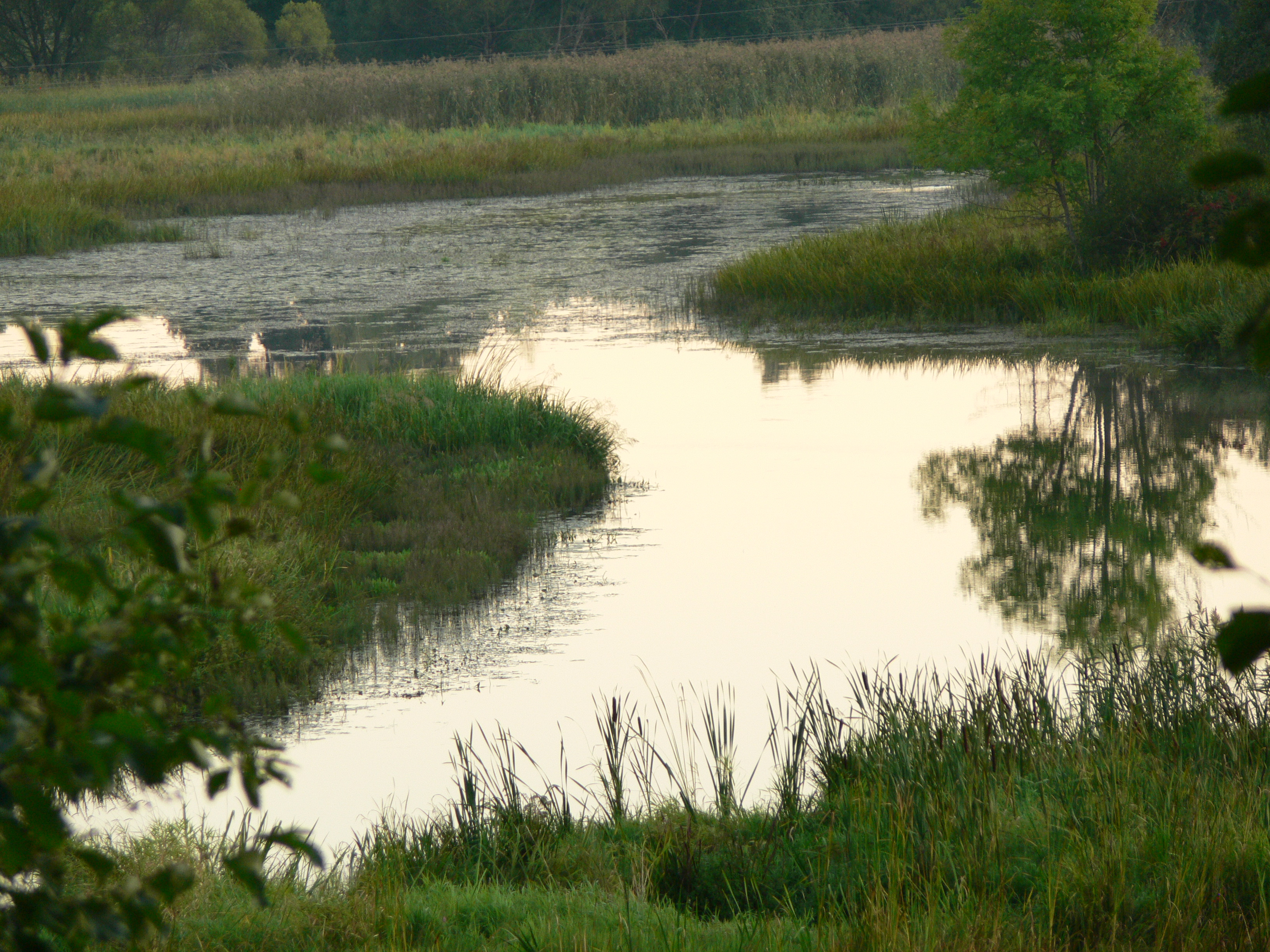
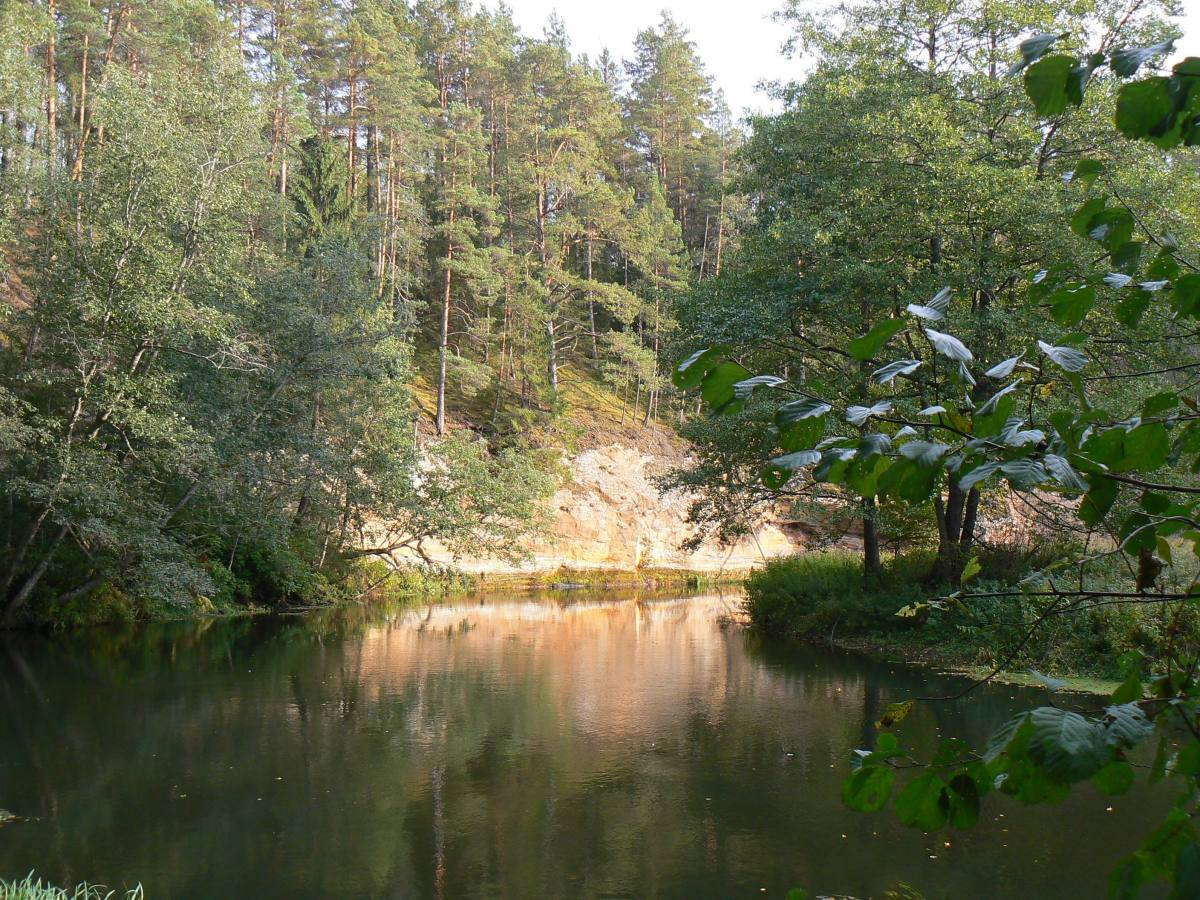